# Gullaug Station
Gullaug Station (Gullaug stasjon eller Gullaug holdeplass) var en jernbanestation på Drammenbanen, der lå i området Gullaug i Lier kommune i Norge.
Stationen åbnede som trinbræt 21. november 1956 og bestod af et spor og en perron med et læskur i træ. Den blev nedlagt i 1973, da Lieråsen tunnel åbnede, og banen fik et andet trace mellem Asker og Brakerøya. Den gamle trace er efterfølgende omdannet til en vandre- og cykelsti, der ligger i et populært turistområde.